# Marcia della morte
Una marcia della morte è una marcia forzata di prigionieri, di guerra o altra natura, sottoposti a digiuno, fatiche fisiche estreme, esposizione agli elementi, esecuzioni sommarie o maltrattamenti che ne provocano la morte. La marcia può terminare in un campo di prigionia o continuare fino all'eliminazione completa dei partecipanti, come nel massacro degli Armeni del 1915-16, durante il quale centinaia di migliaia di armeni vennero costretti dall'esercito turco a marciare nel deserto siriano fino alla morte.

## Origine del termine
Marce della morte (in tedesco Todesmärsche) per antonomasia furono quelle con cui i nazisti nell'inverno 1944-45 trasferirono decine di migliaia di prigionieri dei campi di concentramento, in gran parte ebrei, dall'odierna Polonia verso altri campi più a occidente, di fronte all'avanzata inarrestabile delle forze sovietiche. Tali avvenimenti subito dopo la guerra vennero trattati sommariamente (ad esempio al processo di Norimberga l'attenzione si focalizzò sulle responsabilità derivanti dalla gestione dei campi) e solo a partire dagli anni sessanta trovò trattazione autonoma nella storiografia. Un trattamento simile fu subito da decine di migliaia di prigionieri di guerra Alleati, anch'essi trasferiti verso occidente dai tedeschi tra gennaio ed aprile 1945.
Il termine aveva tuttavia già trovato larga diffusione prima della fine della guerra nella pubblicistica statunitense sulla marcia della morte di Bataan, nella quale trovarono la morte migliaia di prigionieri di guerra filippini e americani, brutalizzati dai giapponesi.
È stato poi usato anche in casi di espulsioni o trasferimenti forzosi di civili a seguito di conflitti locali che, sebbene in percentuale minore, hanno determinato la morte di parte dei partecipanti per le dure condizioni in cui vengono effettuati, come accaduto nelle espulsioni degli abitanti palestinesi di Lydda e Ramla, avvenute durante la guerra arabo-israeliana del 1948.

## Altri casi di "marce della morte"
- Diversi trasferimenti forzati di nativi americani effettuati negli Stati Uniti nel XIX secolo videro un altissimo tasso di morte per fame, freddo e malattie. Tali avvenimenti vennero chiamati "sentieri delle lacrime" (trails of tears).
- Durante la seconda guerra mondiale, nel teatro del Pacifico vi furono altri casi di marce della morte ad opera dei giapponesi, come la marcia della morte di Sandakan.
- Durante la seconda guerra mondiale, 56 000 prigionieri dei tedeschi furono evacuati da Auschwitz a Loslau.
- Alla fine del secondo conflitto mondiale vi furono diversi casi di marce della morte.
  - L'espulsione forzata della minoranza tedesca di Brno in Cecoslovacchia, verso l'Austria, operata dal neonato governo cecoslovacco, causò la morte di migliaia dei partecipanti, perlopiù donne, vecchi e bambini.[4]
  - Durante l'Operazione Keelhaul, il rimpatrio forzato di collaborazionisti e fuoriusciti, consegnati ai regimi comunisti, si tramutò in diversi casi in marce della morte, come quella che da Bleiburg condusse circa 55.000 prigionieri di guerra per lo più croati ad esecuzioni sommarie di massa in varie località dell'odierna Slovenia.[5]

## Altri significati
Nel project management, specialmente in ambito informatico, nella forma anglosassone death march è utilizzato per denominare progetti di grandi dimensioni, la cui buona riuscita entro i tempi stabiliti appare in largo anticipo improbabile e il cui fallimento comporterebbe danni rilevanti, che malgrado ciò vengono intrapresi comunque. Ciò comporta un sacrificio di chi vi partecipa, in termini di stress ed ore extra di lavoro necessarie per completare il progetto.